# Ernesto Maggi
Ernesto Maggi, né le 5 novembre 1935 à Mola di Bari  est un homme politique italien.